# Sara Da Col
Sara da Col (ur. 3 września 1992) – włoska zapaśniczka walcząca w stylu wolnym. Zajęła 25 miejsce na mistrzostwach świata w 2018. Brązowa medalistka Mistrzostw Europy 2017 w Nowym Sadzie, igrzysk śródziemnomorskich w 2018 i mistrzostw śródziemnomorskich 2010 w Stambule. Czternasta na igrzyskach europejskich w 2019 roku.